# Ceiba
Ceiba ist eine Pflanzengattung in der Unterfamilie der Wollbaumgewächse (Bombacoideae) aus der Familie der Malvengewächse (Malvaceae). Ihr botanischer Name ist vermutlich haitianischen Ursprungs (iba „Baum“).

## Beschreibung

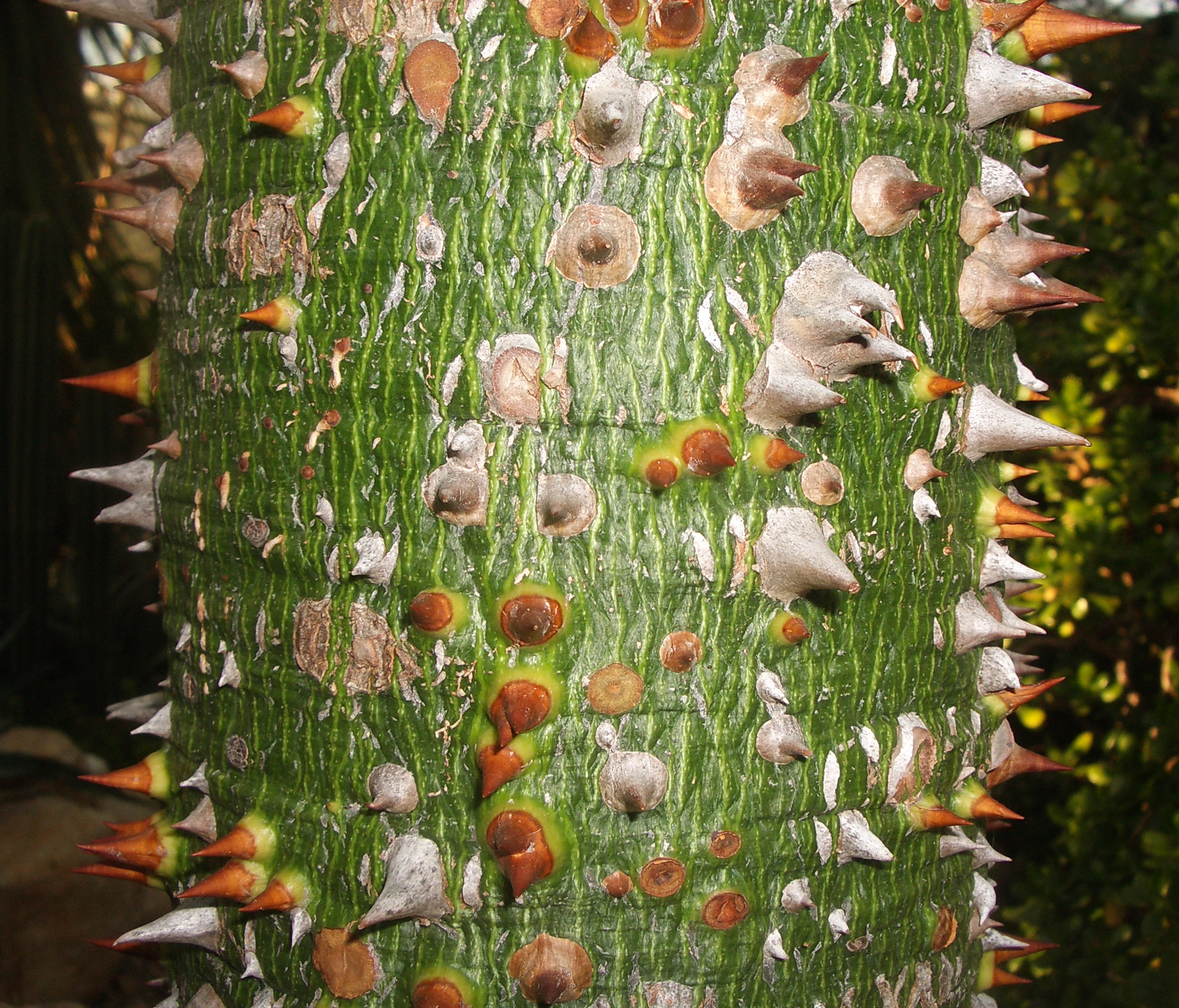
Borke mit Stacheln von Ceiba speciosa

Ceiba-Arten wachsen als meist laubabwerfende Bäume, die Wuchshöhen von 1 bis 50 Meter erreichen und große, ausgebreitete Kronen ausbilden. Die Stämme sind häufig sukkulent angeschwollen und mit Stacheln besetzt, doch auch innerhalb der meisten Arten kommen stark und kaum angeschwollene Stämme mit vielen oder wenigen Stacheln vor. Bei einigen Arten weisen auch die Zweige Stacheln auf. Es können Brettwurzeln vorkommen.
Die wechselständigen und gestielten Laubblätter sind zusammengesetzt handförmig, gefingert, mit meist fünf bis sieben (selten drei oder acht) Blättchen. Die meist kahlen und kurz gestielten bis fast sitzenden Blättchen sind ganzrandig oder gesägt bis feinzähnig sowie bespitzt bis spitz oder zugespitzt, seltener stachelspitzig. Die Nebenblätter sind abfallend.

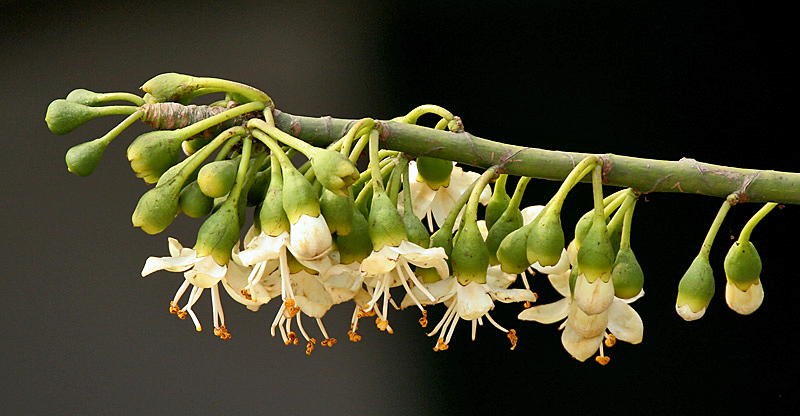
Blüten des Kapokbaum (Ceiba pentandra)

Die großen und auffälligen Blüten erscheinen achselständig, einzeln oder in kleinen, wenigblütigen Büscheln. Die Blüten erscheinen vor oder mit den Blättern. Die gestielten und zwittrigen Blüten mit doppelter Blütenhülle sind fünfzählig.
Der fleischige und innen oft zottig behaarte, außen meist kahle, becherförmige und beständige, grüne bis gefärbte Kelch ist meist drei- bis fünflappig, -zähnig oder gestutzt und besitzt innen Nektarien. Die spiralig angeordneten, innen meist kahlen und außen mehr oder weniger seidig behaarten, meist verkehrt-ei- bis spatelförmigen Kronblätter sind weiß bis rosa oder rötlich, purpur bis gelb und im unteren Teil mit der Staubblattröhre verwachsen. Die (ursprünglich 15) Staubblätter sind im unteren Teil, um den Fruchtknoten herum, meist zu einer kurzen Röhre verschmolzen. Direkt über der Röhre können freie oder verwachsene, behaarte oder kahle Anhängsel (Kragen, Staminodien), die die Kronröhre teils verschließen, vorhanden sein, auch kann eine „zweite Röhre“ oberhalb davon ausgebildet sein, die dann an der Spitze geteilt sein kann oder auch nicht. Die meistens fünf freien Stäubfäden über der Röhre sind manchmal ungleich lang sowie meist ungeteilt, sie können selten aber auch jeweils dreiteilig sein. Die Antheren sind meistens zweithekig (eine Theke ist zum Konnektiv reduziert) und oft gewunden oder seltener einthekig. Der fünfkammerige Fruchtknoten, mit vielen Samenanlagen, ist ober- bis halboberständig mit einem langen, meistens kahlen Griffel mit kugeliger, leicht geteilter Narbe.
Die meisten Arten blühen in der Nacht. Die Bestäubung erfolgt durch Tiere (Zoogamie). So dienen je nach Art Tagfalter, Nachtfalter, Kolibris oder Fledermäuse als Pollentransporteure.
Die großen, birnenförmigen, fünfklappigen und lokulizidalen, ledrigen bis holzigen Kapselfrüchte enthalten viele Samen. Die kugeligen bis nierenförmigen, braunen bis schwarzen Samen sind 5 bis 10 mm groß, sie liegen in einer dichten Haarschicht die vom Endokarp gebildet wird und für ihre Verbreitung durch den Wind sorgen (Anemochorie).

## Systematik und Verbreitung
In der Literatur ist vielfach noch die Zugehörigkeit der Gattung zur Pflanzenfamilie der Wollbaumgewächse (Bombacaceae) angegeben, die jetzt aber als die Unterfamilie Bombacoideae der Malvengewächse (Malvaceae) angesehen wird.
Alle Arten sind im tropischen Amerika heimisch, lediglich der Kapokbaum (Ceiba pentandra) kommt zudem auch in Westafrika natürlich vor. Er wird auch in anderen tropischen Gebieten, insbesondere in Asien häufig kultiviert und ist dort nicht selten verwildert.

### Sektionen
Die Gattung wird in zwei Sektionen aufgeteilt:

1. Sektion Ceiba: Die Staminodien weisen Gefäße auf. Die Pollen sind kugelig bis abgeflacht kugelig.

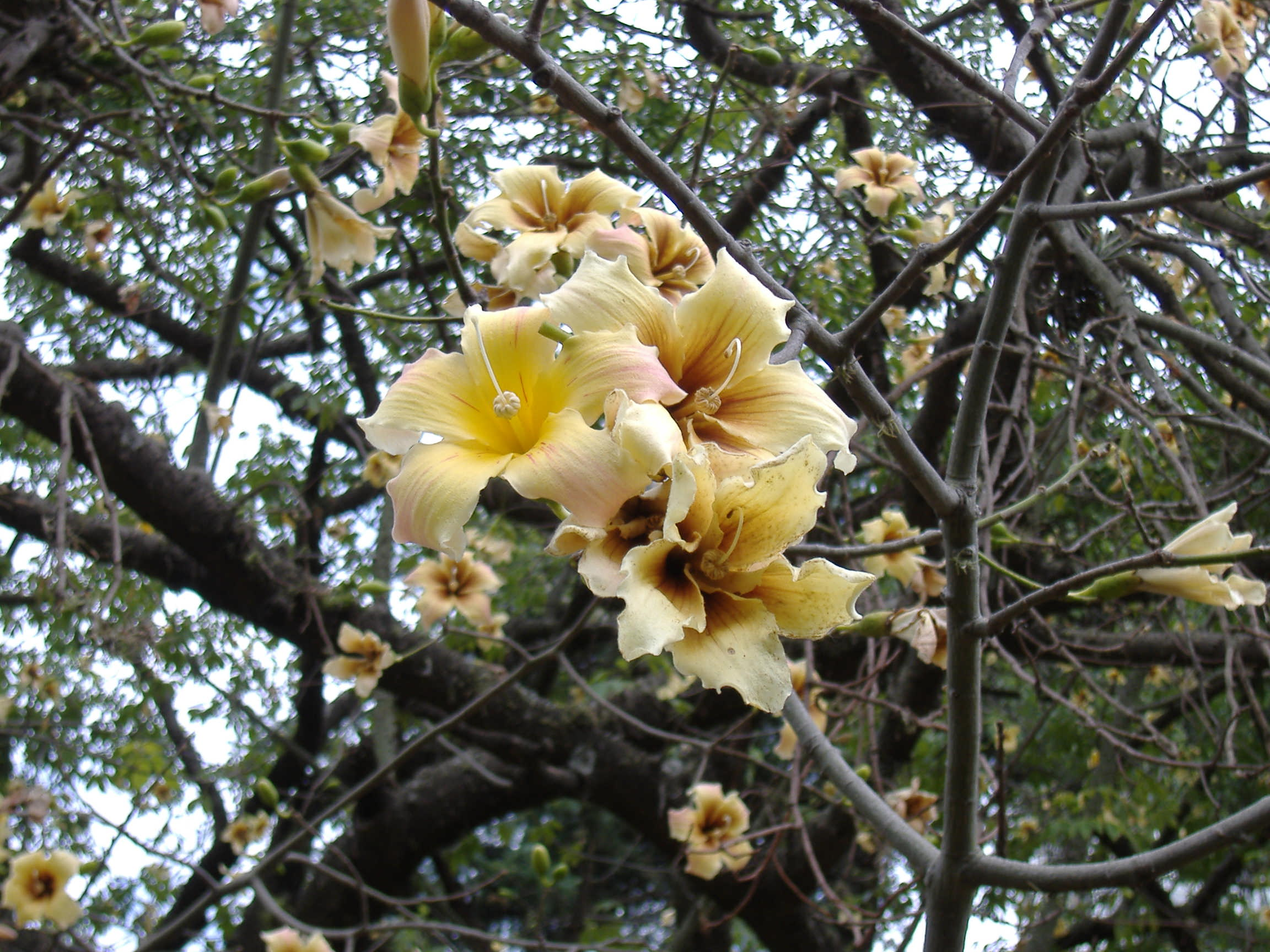
Blüten der Ceiba chodatii

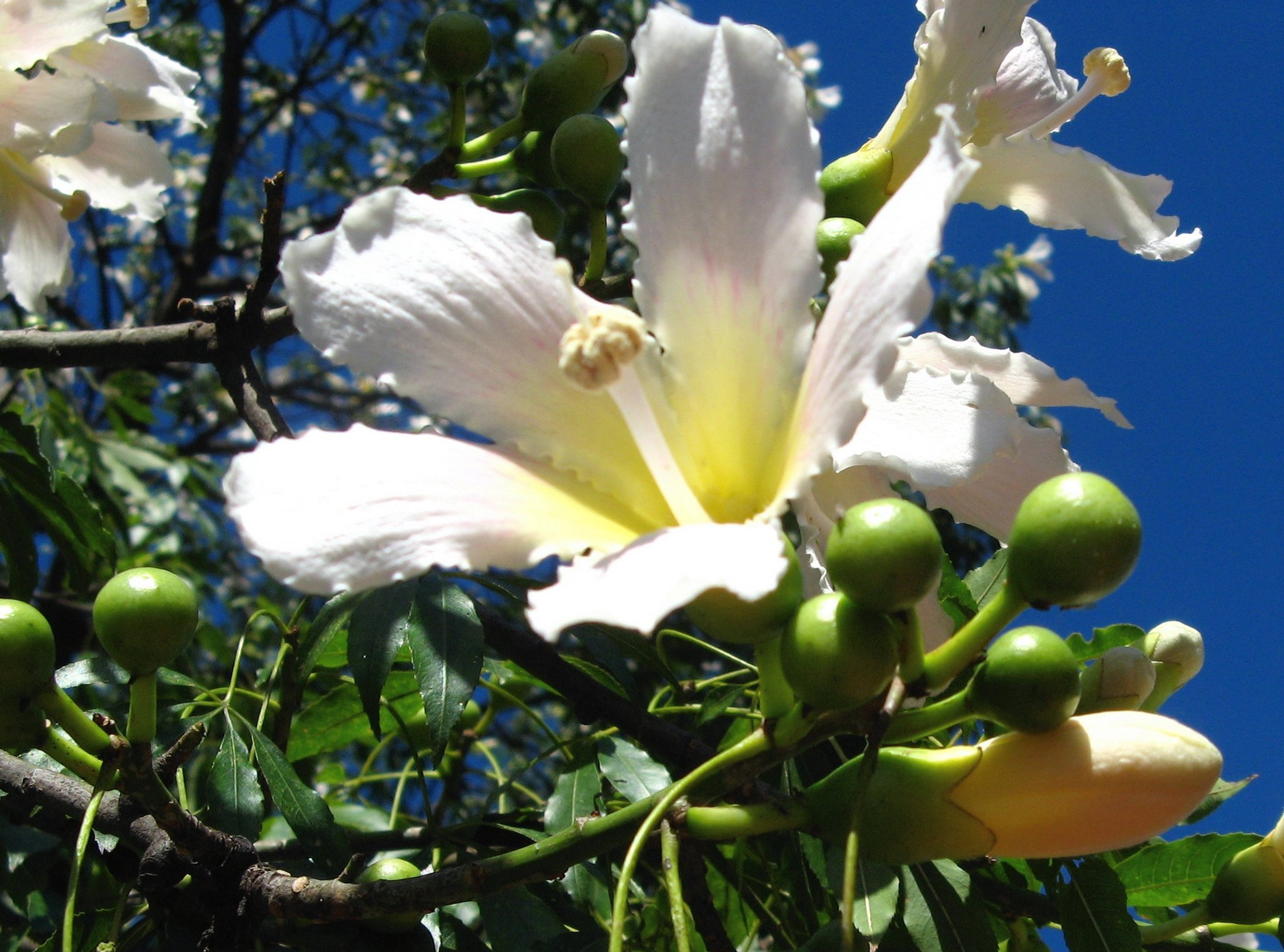
Ceiba glaziovii

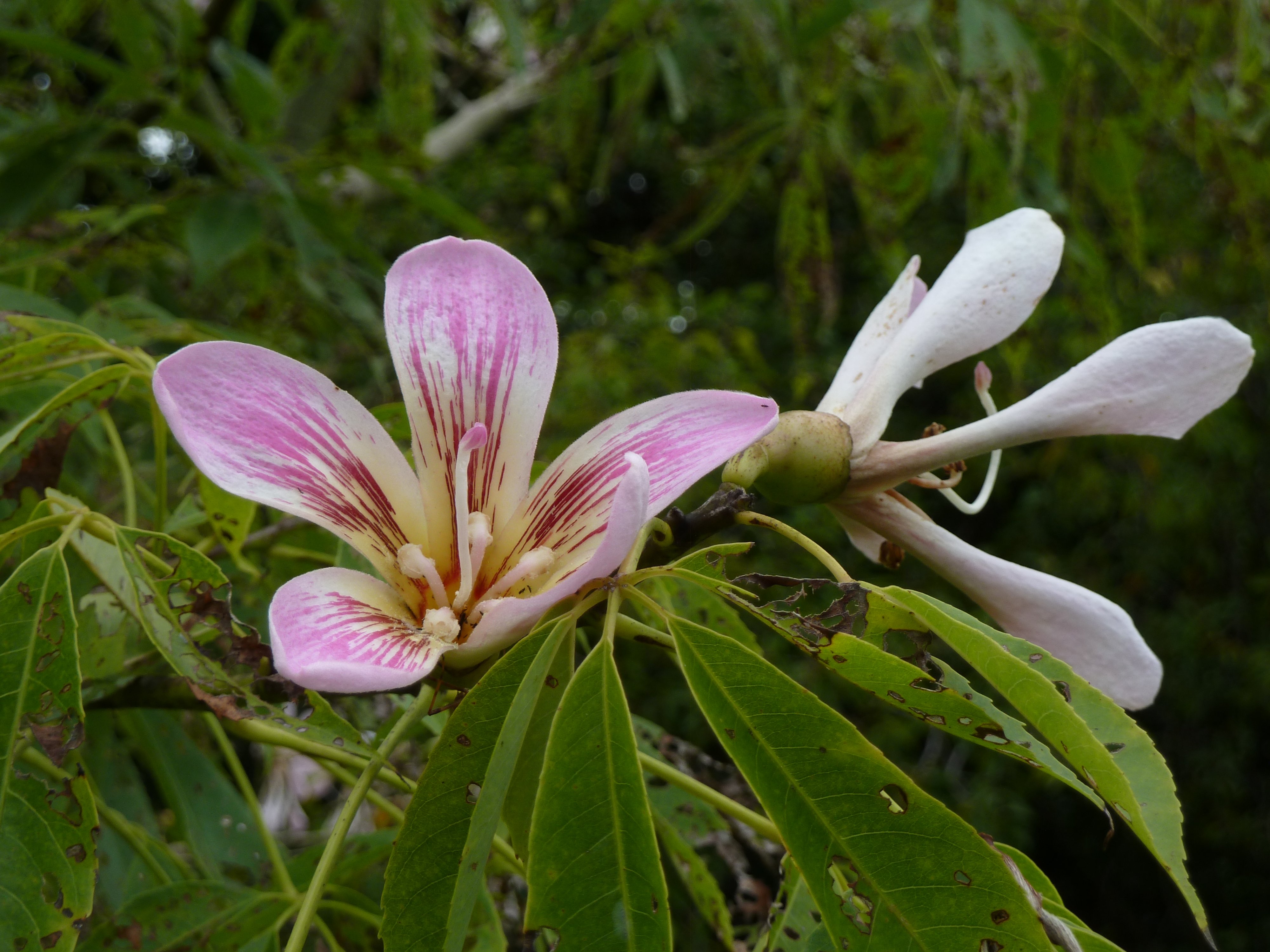
Ceiba insignis

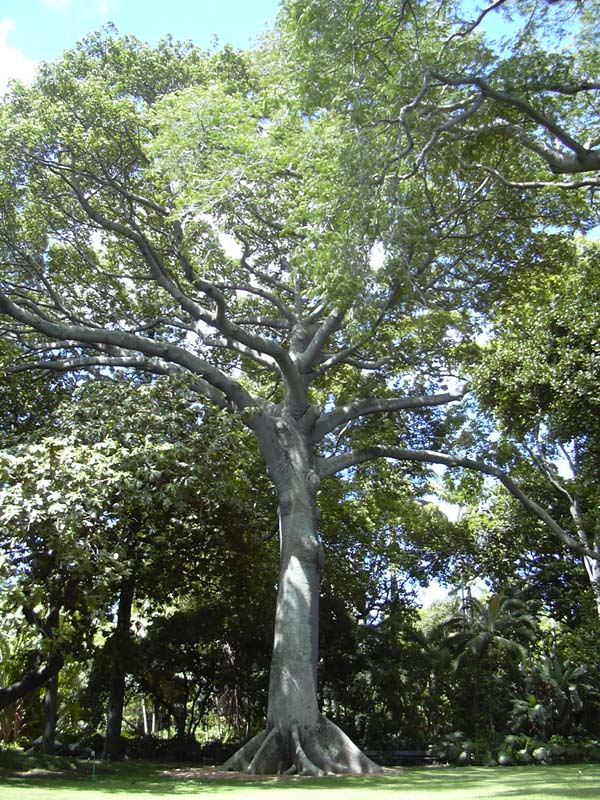
Kapokbaum (Ceiba pentandra)

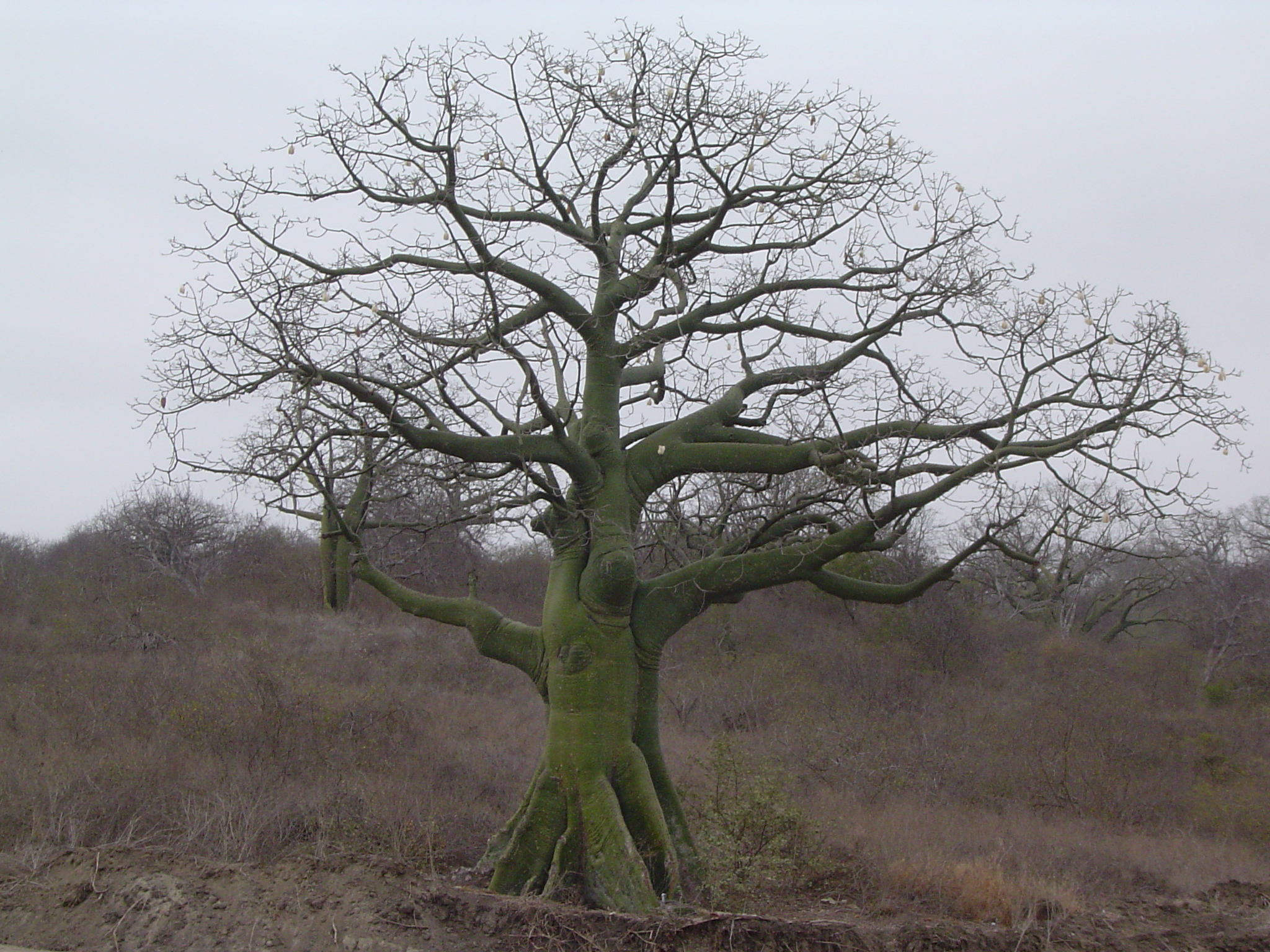
Ceiba trischistandra in Ecuador

2. Sektion Campylanthera (Schott & Endl.) K.Schum.: Die Staminodien weisen keine Gefäße auf. Die Pollen sind deutlich abgeflacht kugelig und haben erhabene Polkappen.

### Arten
Die Gattung besteht aus 17 Arten, einschließlich derjenigen der früheren Gattung Chorisia Kunth:
- Ceiba aesculifolia (Kunth) Britten & Baker f. [2]: Die in teils Laubwerfenden Wäldern von Nord-Mexiko bis Mittelamerika wachsenden, etwa 8 bis 10 m hohe Bäume haben stachelige Stämme. Die weit zurück geschlagenen Kronblätter sind weiß/grün meliert:
  - Ceiba aesculifolia subsp. aesculifolia: Die großblättrige Unterart wächst in trockenen Tälern und Hügeln von ganz Mexiko bis Belize und Guatemala.
  - Ceiba aesculifolia subsp. parvifolia (Rose) P.E.Gibbs & Semir: Die kleinblättrige Unterart wächst in trockenen Tälern von Mexiko (anscheinend nur in Morelos, Puebla und Oaxaca).
- Ceiba boliviana Britten & Baker [1]: Die in trockenen Talwäldern von Bolivien und Süd-Peru wachsenden, etwa 10 m hohe Bäume haben meist geschwollene, stachelige Stämme. Die ziemlich aufrecht gehaltenen Kronblätter sind hellrosa bis fast weiß und weisen viele dunkelrote Streifen auf.
- Ceiba chodatii (Hassl.) Ravenna [1]: Die in trockenen Wäldern von Paraguay, Bolivien und West-Argentinien (Piedmont-Berge) wachsenden, mehr als 12 m hohe Baume haben geschwollene, meist stachelige Stämme. Die hell beige bis blass gelben Blütenblätter weisen manchmal einige blutrote Flecken auf.
- Ceiba crispiflora (Kunth) Ravenna [1]: Die im atlantischen Regenwald (Mata Atlântica) nahe Rio de Janeiro in Brasilien wachsenden, mehr als 10 m hohe Baume haben manchmal geschwollene, stachelige Stämme. Die schmalen Kronblätter sind außen purpurn bis magentafarbenen und an den Basen gelblich.
- Ceiba erianthos (Cav.) K.Schum. [1]: Die auf meist felsigem Grund in trockenen Küstenwäldern von Südost- und Ost-Brasilien (Rio de Janeiro, Ost-Minas Gerais, Espírito Santo und Bahia) wachsenden, etwa 10 m hohe Bäume haben dicht und kurz bestachelte Stämme und Zweige. Die weißen Kronblätter haben karminroten Streifen und sind an den Basen vollständig karminrot.
- Ceiba glaziovii (Kuntze) K.Schum. [1]: Die in trockenen Wäldern (Caatinga) von Nordost-Brasilien (Bahia, Pernambuco, Paraíba, Ceará) wachsenden, etwa 10 bis 15 m hohe Bäume haben geschwollene, stachelige Stämme. Die weißen Kronblätter weisen basisnah magentafarbene Streifen auf.

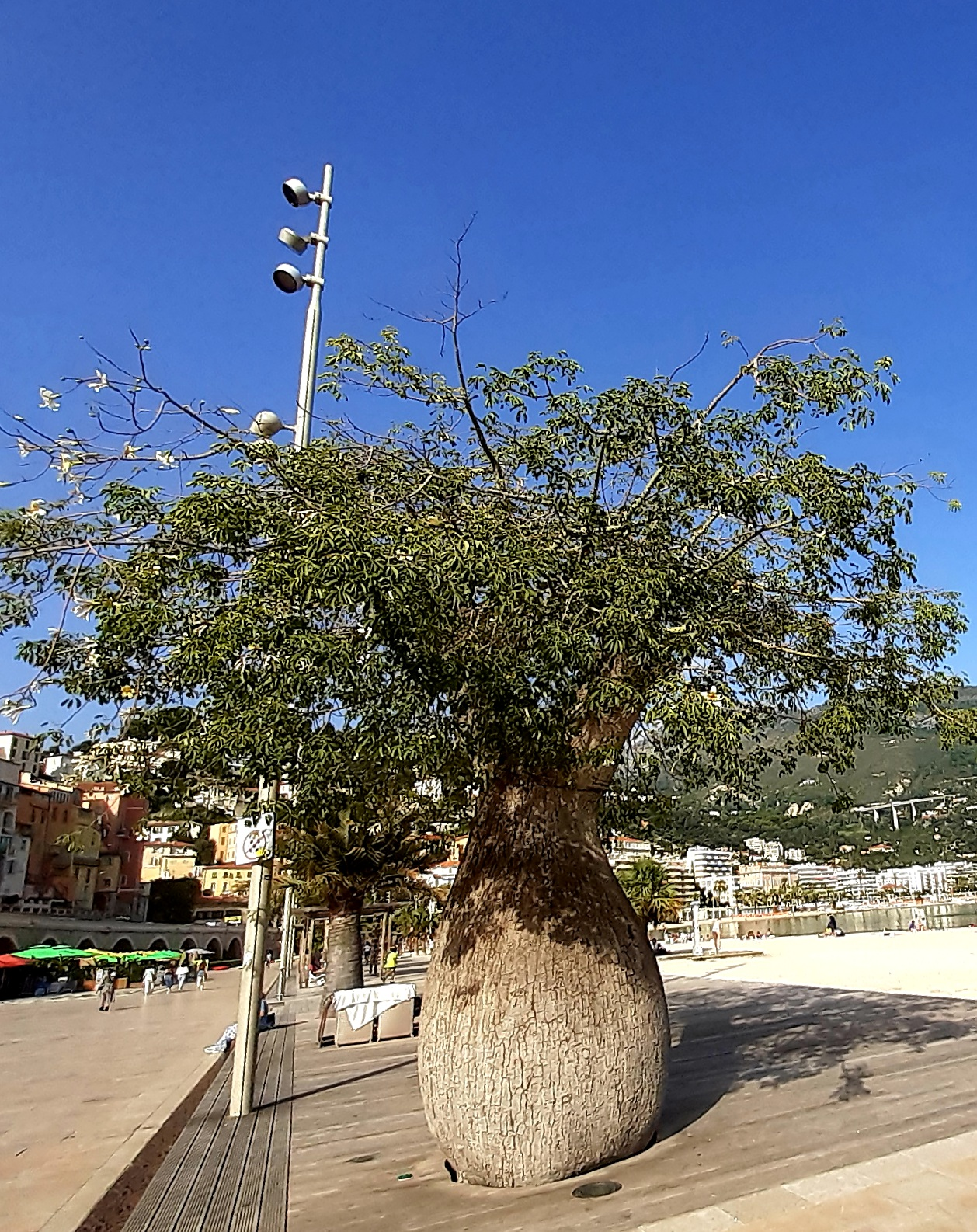
Ceiba insignis am Hafen von Menton, Frankreich

- Ceiba insignis (Kunth) P.E.Gibbs & Semir [1]: Die in teils Laub werfenden Wäldern von Süd-Ecuador (Loja) und Nord-Peru (Amazonas, Cajamarca, Piura, und San Martín) wachsenden, etwa 10 m hohe Bäume haben geschwollene, meist stachelige Stämme. Die Blütenblätter sind außen weiß bis blass rosa, manchmal mit dunkelroten Streifen, dann auf halber Länge bis zu den Basen gelblich.
- Ceiba jasminodora (A.St.-Hil.) K.Schum. [1]: Die endemisch in und um das felsige Hochland „Serra de Espinhaco“ von Brasilien (Minas Gerais) wachsenden, meist nur etwa 1 bis 2 m (in Kultur bis 4 m) hohe Bäume haben stachelige Stämme. Die deutlich zurückgebogenen Kronblätter sind cremefarben.
- Ceiba lupuna P.E.Gibbs & Semir [1]: Die in feuchten Talwäldern von Zentral- und Ost-Peru, südöstlichen Ecuador (Napo) und West-Brasilien (Acre, Rondônia) wachsenden, bis zu 50 m hohe Bäume haben meist schwarz bestachelte Stämme. Die Blütenblätter sind außen dunkelrot, dann blass gelb und basisnah rot gesprenkelt.
- Kapokbaum (Ceiba pentandra) (L.) Gaertn. [1]: Die weit verbreitet im tropischen Amerika und in Westafrika wachsenden, bis 50 m (in Kultur bis 70 m) hohe Bäume haben meist stachelige Stämme und häufig Brettwurzeln. Die Kronblätter sind weiß bis rosa.
- Ceiba pubiflora (A.St.-Hil.) K.Schum. [1]: Die auf felsigem Kalkstein in teils Laub werfenden Wäldern in Argentinien (Misiones), Paraguay, und Brasilien (Corumbá bis in den Nordosten von Minas Gerais, bis Bahia und Espírito Santo) wachsenden Bäume haben manchmal auf halber Höhe geschwollene, stachelige Stämme. Die Blütenblätter sind entweder einheitlich blass rosa mit wenigen dunkleren Flecken oder dunkelviolett mit karminroten Streifen, die auf halber Länge zusammenfließen können.
- Ceiba samauma (Mart.) K.Schum. [2]: Die in feuchten, flussnahen Wäldern von Bolivien, Peru und dem Amazonas-Gebiet von Brasilien wachsenden, mehr als 15 m hohe Bäume haben meist nur schwach bestachelte Stämme. Die Kronblätter sind weiß, doch wollig goldbraun behaart.
- Ceiba schottii Britten & Baker f. [2]: Die in trockenen Wäldern von Südwest-Mexiko und Guatemala wachsenden, etwa 8 m hohe Bäume haben schwarz bestachelten Stämme und Zweige. Die weißen Kronblätter sind dicht behaart.
- Ceiba soluta (Donn.Sm.) Ravenna [2]: Die anscheinend endemisch nur in trockenen Wäldern von Guatemala wachsenden hohe Bäume haben stachelige Stämme und flach ausgebreiteten Kronen. Die Kronblätter sind weiß.
- Florettseidenbaum (Ceiba speciosa (A.St.-Hil.) Ravenna, Syn.: Chorisia speciosa A.St.-Hil.) [1]: Die sowohl in trockenen als auch in feuchten Wäldern in einem großen Bereich von Brasilien, Nord-Argentinien, Paraguay, Bolivien bis Süd- bzw. Zentral-Peru wachsenden, etwa 10 bis 20 m hohe Bäume haben meist leicht geschwollene, stachelige Stämme. Die Kronblätter sind außen magentafarben, meist mit dunkleren Streifen auf halber Länge und weiß bis gelb an den Basen.
- Ceiba trischistandra (A.Gray) Bakh. [1]: Die in trockenen Tälern an der Pazifischen Küste von Süd-Ecuador und Nord-Peru wachsenden, etwa 15 bis 30 m hohe Bäume haben stachelige Stämme. Die weißen bis grün melierten Kronblätter sind wollig behaart.
- Ceiba ventricosa (Nees & Mart.) Ravenna [1]: Die in trockenen, teils Laub werfenden Wäldern von Brasilien (Bahia, Espírito Santo, Ost-Minas Gerais, Pernambuco und Paraiba) wachsenden, über 10 m hohe Bäume haben geschwollene, stachelige Stämme. Die Kronblätter sind weiß bis cremefarben mit außen spärlichen, basisnah dann zusammenfließenden, dunkelroten Flecken, die mit der Zeit schokoladenbraun werden.

## Nutzung
Der Kapokbaum wird wegen der aus den Samenhaaren gewonnenen Fasern angebaut. Wegen ihrer imposanten Erscheinung wird Ceiba insignis weltweit in frostfreien Klimaten in Parks und Gärten angepflanzt. Meist unter ihrem alten Namen (Syn.) Chorisia insignis Kunth ist sie manchmal in Sammlungen sukkulenter Pflanzen zu sehen.

## Symbolik
Wohl aufgrund ihres mächtigen astlosen Stammes, der erst weit oben eine Krone ausbildet, wurde die Ceiba von den Maya verehrt – in ihrer Glaubens- und Vorstellungswelt bildete sie die Weltachse, die Himmel, Erde und Unterwelt (xibalba oder mitaal) miteinander verband.